# سعد تجار
سعد تجار (انگلیسی: Saad Tedjar؛ زادهٔ ۱۴ ژانویهٔ ۱۹۸۶) بازیکن فوتبال اهل الجزایر است.
از باشگاه‌هایی که در آن بازی کرده‌است می‌توان به باشگاه فوتبال القبائل، باشگاه فوتبال المپیک شلف، باشگاه فوتبال بارادو، باشگاه فوتبال اتحاد الجزایر، باشگاه فوتبال مولودیه الجزایر و باشگاه فوتبال نیم المپیک اشاره کرد.
وی همچنین در تیم‌های ملی فوتبال الجزایر بازی کرده‌است.